# Godley & Creme
Godley & Creme var en engelsk popduo, der startedes via deres brud med rockgruppen 10cc. 
Kevin Godley og Lol Creme var også musikvideoinstruktører, og de har bl.a. instrueret videoer til U2, Peter Gabriel og The Police.
I Danmark kendes de mest for sangene "An Englishman in New York" (ikke at forveksle med Stings nummer af næsten samme navn), "Cry", og "Foreign Accents" (der blev brugt som kending til TV-serien Biffen).

## Diskografi
Album
- Consequenses – 1977
- Music From Qonsequenses – 1978
- L – 1978
- Freeze Frame – 1979
- Ismism/Snack Attack – 1981
- Birds Of Prey – 1983
- The History Mix Vol. 1 – 1985
- Changing Faces (The Best Of 10cc And Godley & Creme) - 1987
- Goodbye Blue Sky – 1988
- Body Of Work (1978 - 1988) - 2017